# マリナーゼ
マリナーゼとは、日の出、明海を中心とした千葉県浦安市の新町地区の高層マンション群に住む既婚女性のこと。最寄駅のJR京葉線新浦安駅周辺の中町地区に住む既婚女性を含むこともある。
初期の新町地区の開発は、日の出、明海の高層マンション群がその中心となっており、街区の通称はマリナイースト21である。その通称からマリナーゼという言葉が生まれたと考えられる。
マリナーゼに象徴された地域は、2011年3月11日に発生した東日本大震災による液状化によって大きな打撃を受けた。一部のメディアでは、この地域が「憧れの的」から一変したとする地域住民の声を引用しながら、彼女たちの存在に言及して報じられた。

## 概要
漫画家ほしのゆみが、自身のウェブサイト『絵日記でもかいてみようか』に掲載していたイラスト、エッセイ、日記などをまとめた『奥さまはマリナーゼ』が出版されたことにより、知名度を得る。
テレビ東京系列の番組『出没!アド街ック天国』では、浦安市が取り上げられた際に、次のように定義された。
- 20代後半～30代前半
- 年収1千万円ほどの家庭

また、強い陽射しから肌を守るためサンバイザーの使用率が高いと番組では言われた。
浦安市市民会議の教育・生涯学習分科会では、マリナーゼの意味として「新町地区に住む若い主婦」との説明がされている。
この他、用語の説明として、次のようなものもある。
- 浦安で生活を楽しむ主婦たち[7]
- 浦安市内で優雅な生活を送る主婦[8]

## 参考書籍
- 『奥さまはマリナーゼ 〜主婦のしあわせ絵日記in浦安』 ISBN 4-7767-9233-8
- 『奥さまはマリナーゼ2 〜主婦のしあわせ絵日記in浦安』 ISBN 4-7767-9372-5